# Арабское королевство Сирия
Арабское королевство Сирия — первое созданное в новейшее время арабское государство, и хотя оно официально существовало менее года (март—июль 1920 года), оказало значительное влияние на арабский мир.

## Создание
После поражения войск Османской империи в Сирии во время Первой мировой войны британские войска под командованием маршала Эдмунда Алленби вошли в Дамаск в 1918 году в сопровождении войск арабского восстания во главе с Фейсалом, сыном шерифа Мекки Хусейна ибн Али.
Фейсал создал первое арабское правительство в Дамаске в октябре 1918 года и назначил Али Риду ар-Рикаби военным губернатором.

## Функционирование
Новая арабская администрация создала местные органы власти в крупных сирийских городах, и панарабский флаг был поднят по всей Сирии. Арабы надеялись, что британцы исполнят собственные обещания и новая арабская держава будет включать все арабские земли от Алеппо на севере Сирии до Адена на юге Йемена.
Но генерал Алленби, согласно тайным соглашениям Сайкса — Пико между Великобританией и Францией, отнёс к арабской администрации только внутренние районы Сирии (восточная зона). Палестина (южная зона) была зарезервирована для британцев. 8 октября французские войска высадились в Бейруте и заняли все ливанские прибрежные районы в Накуру (западная зона), заменив британские войска; Франция немедленно ликвидировала местное арабское правительство в регионе.
Франция потребовала полного осуществления соглашений Сайкса — Пико и отдачу Сирии под её влияние. 26 ноября 1919 года британцы вывели войска из Дамаска, чтобы избежать конфронтации с Францией.
Фейсал несколько раз путешествовал по Европе, начиная с ноября 1918 года, пытаясь убедить Париж и Лондон изменить свою позицию, но без успеха. После захвата Францией Сирии генерал Анри Гуро был назначен верховным комиссаром в Сирии и Киликии.
На Парижской мирной конференции Фейсал оказался в ещё более слабой позиции, когда европейские державы решили проигнорировать требования арабов.
В июне 1919 года американская комиссия Кинга-Крейна прибыла в Сирию, чтобы узнать о местном общественном мнении относительно будущего страны. Работа комиссии простиралась на территорию от Алеппо до Вирсавии. Члены комиссии посетили 36 крупных городов, встретились с более чем 2000 делегациями в более чем 300 сёлах и получили более 3000 жалоб. Выводы комиссии подтвердили негативное отношение сирийцев к мандату на их страну, а также к декларации Бальфура. Комиссия подтвердила и стремление к созданию единой Великой Сирии, включающей также и Палестину. Выводы комиссии были проигнорированы Францией и Англией.
В мае 1919 года были проведены выборы в Сирийский Национальный конгресс. 80 % мест получили консерваторы. Меньшинство получили арабские националисты: Джамиль Махди-Бей, Шукри Аль-Куатли, Ахмад Аль-Кадри, Ибрагим Ханан и Рияд Ас-Сульх.
Беспорядки вспыхнули в Сирии, когда Фейсал пришёл к компромиссу с премьер-министром Франции Жоржем Клемансо и сионистским лидером Хаимом Вейцманом по вопросу о еврейской иммиграции в Палестину. Вспыхнули беспорядки и среди мусульманских жителей Ливанских гор, не желавших быть включенными в новое, главным образом христианское, государство Великий Ливан.
В марте 1920 года Сирийский национальный конгресс в Дамаске во главе с Аль-Хашимом Атасси принял резолюцию, известную как соглашение Фейсала-Клемансо. Конгресс провозгласил независимость Сирии в её естественных границах (включая Палестину) и провозгласил Фейсала королём арабов. Конгресс также провозгласил политический и экономический союз с соседним Ираком и потребовал независимости. Новое правительство 9 марта 1920 года возглавил Али Рида ар-Рикаби.
25 апреля 1920 года, на конференции в Сан-Ремо, Верховный межсоюзнический совет предоставил Франции мандат на Сирию (включая Ливан) и Великобритании — мандат на Палестину (в том числе Иорданию) и Ирак. Сирия ответила волной протестов. Новое правительство ввело всеобщую воинскую обязанность и начало финансирование армии.
Эти решения спровоцировали негативную реакцию Франции, а также маронитского патриархата в Горном Ливане, которые осудили решение как «государственный переворот». В Бейруте христианская пресса выразила враждебность по отношению к решениям правительства Фейсала. Ливанские националисты получили выгоду из кризиса, созвав Совет христианских лидеров в Баабде 22 марта 1920 года, который провозгласил независимость Ливана.

## Ликвидация
14 июля 1920 года генерал Анри Гуро выдвинул ультиматум Фейсалу, давая ему выбор между сотрудничеством или отречением. Понимая, что расклад сил не в его пользу, Фейсал решил сотрудничать. Однако молодой военный министр Юсуф аль-Азма отказался подчиниться и во Франко-сирийской войне потерпел поражение от французов в битве при Майсалуне. Азма погиб на поле боя вместе с большинством сирийских солдат. Генерал Мариано Гойбет вступил в Дамаск 24 июля 1920 года.

## Последствия
После ликвидации Арабского королевства Сирия генералом Анри Гуро на территории французского мандата в соответствии с решениями конференции в Сан-Ремо были образованы Государство Дамаск, Государство Алеппо, Алавитское государство, Джабаль ад-Друз (создано в 1921), санджак Александретта (1921) и государство Великий Ливан (1920).